# Mandø Sogn
Mandø Sogn ist eine Kirchspielsgemeinde (dän.: Sogn) auf der gleichnamigen Wattenmeer-Insel Mandø im südlichen Dänemark. Bis 1970 gehörte sie zur Harde Ribe Herred im damaligen Ribe Amt, danach zur Ribe Kommune im erweiterten Ribe Amt, die im Zuge der  Kommunalreform zum 1. Januar 2007 in der „neuen“  Esbjerg Kommune in der Region Syddanmark aufgegangen ist.

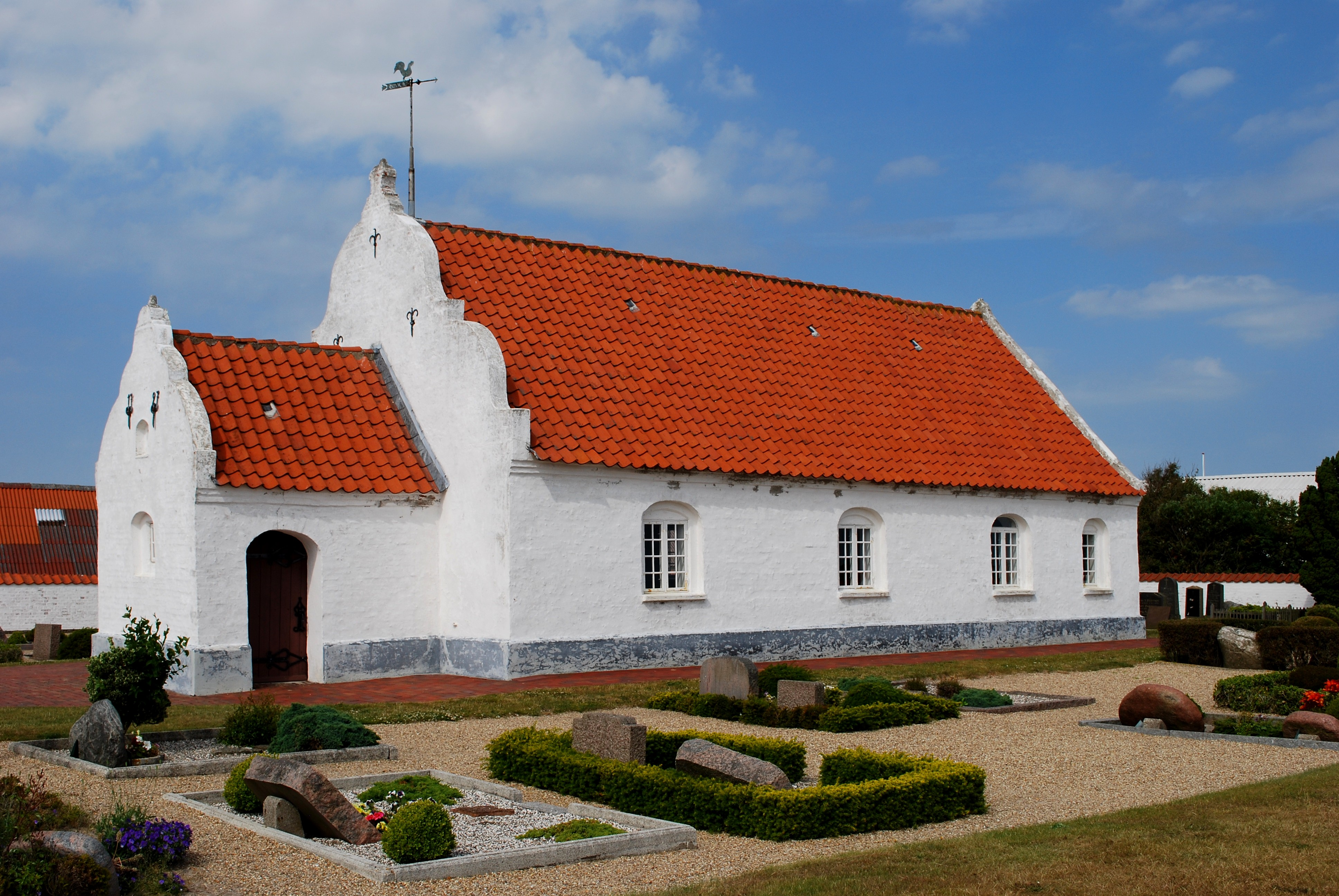
Mandø Kirke

Im Kirchspiel leben 31 Einwohner (Stand:1. Januar 2023). Im Kirchspiel liegt die Kirche „Mandø Kirke“.
Die Insel ist durch einen gezeitenabhängigen Damm mit dem jütländischen Festland verbunden.